# 苍山蹄盖蕨
苍山蹄盖蕨（学名：Athyrium biserrulatum）为蹄盖蕨科蹄盖蕨属下的一个种。

## 扩展阅读
- 維基物種上的相關：苍山蹄盖蕨